# Fondation suisse pour la protection et l'aménagement du paysage
 (février 2022).
Si vous disposez d'ouvrages ou d'articles de référence ou si vous connaissez des sites web de qualité traitant du thème abordé ici, merci de compléter l'article en donnant les références utiles à sa vérifiabilité et en les liant à la section « Notes et références ».
La Fondation suisse pour la protection et l'aménagement du paysage (FP) est une organisation indépendante d'utilité publique, porteuse du label de qualité ZEWO, active dans le domaine de la protection et de l'aménagement du paysage en Suisse.

## Histoire
La Fondation suisse pour la protection et l'aménagement du paysage a été créée en 1970 par la Ligue suisse pour la protection de la nature (aujourd'hui Pro Natura), la Ligue suisse pour le patrimoine national (devenue Patrimoine suisse), l'Association suisse pour l'aménagement national (ASPAN), le Club alpin suisse (CAS) et la Fédération suisse du tourisme.

## Buts et activités
La Fondation suisse pour la protection et l'aménagement du paysage s'efforce de conserver, d'entretenir et de revaloriser le paysage digne de protection en Suisse. Elle vise à préserver, à promouvoir et, si nécessaire, à rétablir les valeurs naturelles et culturelles du paysage. 
À cet effet, elle utilise tous les moyens d'action adéquats : conseils, expertises, travaux de recherche, publications, réalisation de projets concrets. Elle travaille en étroite collaboration avec les autorités et les organisations qui s'occupent de l'aménagement du territoire, de la protection de la nature, de la conservation des sites et monuments historiques, du tourisme, de la politique régionale, etc.
Les principaux objectifs de la FP sont : 	  	
- La sauvegarde et l'entretien de paysages intacts ou proches de l'état naturel, résultant d'un mode d'exploitation traditionnel.
- La remise en valeur de paysages dénudés.
- La conservation de la qualité de délassement de nos paysages.
- L'encouragement à la perception et à l'appréciation des valeurs idéales du paysage.
- L'intégration optimale au paysage environnant lors de la planification et de la construction d'immeubles et installations.
- L'invitation à la renonciation à des atteintes irréfléchies au paysage. À l'aide du droit de recours des associations de protection de l'environnement, la FP prend à cet effet la fonction d'« avocate du paysage »[3].

## Organisation
Le Conseil de fondation et le secrétariat d'une part, ainsi que l'Association des donateurs comportant l'assemblée générale et le comité d'autre part, constituent les organes de la Fondation suisse pour la protection et l'aménagement du paysage.
Le Conseil de fondation comporte au maximum 18 personnes, parmi lesquelles des représentants des organisations fondatrices ainsi que des membres du Conseil des États et du Conseil national. Il est présidé depuis 2003 par la Conseillère aux Etats Erika Forster, qui a succédé à cette fonction à l'ancienne Conseillère nationale Lili Nabholz.
Le secrétariat, basé à Berne, est responsable de la mise en œuvre opérationnelle et de la réalisation des projets, sous la direction de Raimund Rodewald.
Conformément à ses statuts, l'Association des donateurs de la FP a pour but de veiller au financement des activités de la fondation et à la consolidation de son capital. Ses membres peuvent être des personnes physiques, des sociétés de personnes et des personnes morales de droit privé et public, qui s'engagent à payer une cotisation annuelle. Elle regroupe environ 750 membres individuels, collectifs, communes et cantons.

## Engagement
La FP exige entre autres de réduire la consommation élevée du sol ou de mieux appliquer la législation relative à l'environnement ainsi qu'à l'urbanisme. Dans le cadre de son engagement politique, elle intervient notamment par l'intermédiaire d'interventions parlementaires, d'initiatives (par ex. l'Initiative pour le paysage) ou de prises de position. Si nécessaire, la FP fait usage de son droit de recours pour s'opposer à un projet et permet ainsi au paysage de s'exprimer.
En tant qu'organisation indépendante œuvrant pour la protection du paysage, la FP cherche à repérer très tôt les thèmes importants dans son domaine de compétences, à les soumettre à la discussion et à proposer des solutions innovantes.
La FP s'engage également dans des projets concrets sur le terrain, en collaboration avec des porteurs de projets locaux (sociétés, organisations, communes, etc.)

## Actions
La FP regroupe une partie de ses projets en actions thématiques. Cela permet de conserver, d'entretenir et de remettre en valeur de façon ciblée certains paysages culturels particuliers. Chaque action se compose de programmes pluriannuels dans les domaines de la conception, de la mise en œuvre et du travail médiatique.
Parmi les actions actuelles, on trouve :	 
- La conservation des paysages en terrasses de Suisse
- Les bisses et autres canaux d'irrigation traditionnels – symboles culturels et élixir de vie
- « Paysage à votre santé » – une action visant à mettre en évidence les liens entre paysage et santé et à mettre en œuvre des projets dans ce domaine
- Une renaissance pour les paysages d'allées
- Les paysages historiques de pâturages avec anciens chemins, clôtures et murs
- La conservation et la revitalisation de châtaigneraies en Suisse

## Paysage de l'année
Depuis 2011, la FP décerne chaque année le prix du paysage suisse de l'année.